# Ra’is
Ra’is  (* 22. Juni 1995; bürgerlich Omar Cheikho Hussein) ist ein deutscher Rapper und Sänger mit libanesischen Wurzeln. Er steht derzeit bei dem Label Alles oder Nix Records unter Vertrag.

## Leben
Omar ist Mardelli-libanesischer Abstammung, seine Eltern stammen aus Beirut. Er selbst wuchs in Selm auf, wo er die Erich Kästner Hauptschule besuchte. Nach seinem Abschluss 2013 begann er eine Ausbildung zum Koch, die er nach einem Jahr wieder abbrach. Er zog nach Goslar, wo er bis heute lebt. Im Mai 2014 wurde Omar verhaftet. Zu dem Zeitpunkt war er 18 Jahre alt. Er trat später die Haftstrafe an und wurde 2018 aus dem Gefängnis entlassen.
Ab Juni 2018 veröffentlichte er unter seinem Künstlernamen Ra’is regelmäßig A-cappella-Videos auf Instagram. Er baute sich auf diesen Wege eine große Fanbase auf. 2019 erreichte er die Marke von über 100.000 Follower auf Instagram.
Im Oktober 2019 unterschrieb er einen Vertrag bei Groove Attack TraX, einem Label von Xatar unter dem Vertrieb von Groove Attack. Die erste Single Fliegen zum Mond erschien mit Video und stieg auf Platz 114 in den deutschen Spotify-Wochencharts ein. Seine zweite Videosingle Wieso mit Noah belegte Platz 83 in den deutschen Spotify-Wochencharts. Zudem ist er noch auf der im Dezember erschienenen Single Realität von Mehrzad Marashi und auf einem Track auf Nimos Album Nimooriginal als Featuregast vertreten.
Anfang April 2020 brachte Ra’is die Videosingle Sem7ini Mama heraus. Bereits im Mai 2019 wurde eine noch nicht finale Version des Liedes geleakt. In dem Lied rechnet er unter anderem mit seiner Vergangenheit ab, die ihn letztendlich ins Gefängnis brachte und für die er sich heutzutage schäme. Zudem entschuldigt er sich im Lied bei seiner Mutter, die ihn eigentlich gut erzogen und davor gewarnt habe. Er habe aber nicht auf sie gehört.
Mit der Single Sehe schwarz (feat. Xatar) erreichte er erstmals die deutschen Singlecharts. Sein Debütalbum Hayat erschien im Juni 2020.

## Diskografie
Studioalben
- 2020: Hayat
- 2021: Traum
- 2022: Wallah Krise